# Charles Rabier
Pas d'image ? Cliquez ici

a Compétitions nationales et continentales officielles uniquement.

Charles Rabier, né le 30 septembre 1921 à Mouhous (Basses-Pyrénées) et mort le 3 novembre 1999 à Tarbes (Hautes-Pyrénées), est un joueur de rugby à XV et de rugby à XIII, évoluant au poste de centre.
Originaire des Pyrénées-Atlantiques, il joue dans sa ville de Pau en rugby à XV à la Section paloise et à XIII à Pau XIII. Il rejoint la sortie de la Seconde Guerre mondiale le célèbre club du R.C. Roanne avec lequel il remporte le Championnat de France en 1947 et 1948.

## Palmarès
- Collectif :
  - Vainqueur du Championnat de France : 1947 et 1948 (Roanne).